# Louisa Chirico
Louisa Chirico (Morristown, 16 maggio 1996) è una tennista statunitense.

## Biografia
Italoamericana del New Jersey, Louisa ha origini coreane da parte della madre. È originaria di Harrison, nello stato del New York.

## Carriera
Louisa Chirico ha vinto 7 titoli in singolare e 2 titoli in doppio nel circuito ITF in carriera. Il 24 ottobre 2016 ha raggiunto la sua migliore posizione nel singolare WTA piazzandosi al 58º posto. Il 6 marzo 2017 ha raggiunto il miglior piazzamento mondiale nel doppio alla posizione nº184.

### 2015: Debutto Slam e prima finale WTA 125
Ha debuttato in un Grande Slam al Roland Garros 2015, dopo aver ricevuto una wild-card dall'USTA, perdendo al primo turno contro la russa Ekaterina Makarova.
Chirico vince il suo primo incontro nel WTA Tour al Washington Open 2015 dove ha sconfitto la britannica Heather Watson. Successivamente, ha la meglio anche contro la francese Alizé Cornet, giocatrice presente nella top 30, al tie-break del terzo set ed accede al suo primo quarto di finale in carriera, dove cede alla futura campionessa del torneo Sloane Stephens. Agli US Open 2015 viene premiata con una wild-card per il tabellone principale, venendo ancora eliminata all'esordio, stavolta da Johanna Konta.
Il 15 novembre 2015, Louisa raggiunge la sua prima finale WTA 125 in carriera nel circuito in singolare a Limoges, dove viene sconfitta dalla tennista di casa Caroline Garcia con il punteggio di 1-6, 3-6.

### 2016: Prima semifinale WTA 1000 e prima vittoria Slam
Nel maggio 2016, Louisa raggiunge il risultato più importante della carriera nel WTA 1000 di Madrid. Dopo aver superato le qualificazioni, batte nel primo turno la romena Monica Niculescu in due set, segue con una vittoria in rimonta sulla ex numero 1 del mondo e numero 14 del seeding Ana Ivanović, usufruisce poi il ritiro della numero 5 del mondo Viktoryja Azaranka e nei quarti di finale ha la meglio anche sull'australiana Daria Gavrilova in due parziali. Giunge alla sua prima semifinale in carriera nel circuito maggiore, dove viene annichilita con un doppio 1-6 dalla slovacca Dominika Cibulková.
Prosegue il buon momento di forma qualificandosi anche per il main draw degli Open di Francia 2016 ed ottiene la sua prima vittoria in un major sulla connazionale Lauren Davis ad oltranza nel set finale per 8-6. Nel secondo turno, viene eliminata dalla numero 11 del tabellone ed ex numero 1 del mondo Venus Williams racimolando tre giochi.
A fine stagione, ottiene il best ranking nel singolare al numero 58 del mondo.

### 2022: Ritorno nel WTA Tour
Dopo diversi anni di scarsi risultati, Chirico fa il suo ritorno nel WTA Tour con un successo al San Diego Open 2022 dove supera le qualificazioni battendo fra le altre la kazaka Julija Putinceva. Dopo cinque anni, ritorna ad una vittoria nel circuito maggiore battendo la statunitense Alison Riske-Amritraj al tie-break del terzo set, e nei sedicesimi è sconfitta dalla numero 2 del torneo Paula Badosa. La stessa Badosa ha fermato la corsa anzitempo al Torneo di Wimbledon 2022 nel primo turno, dopo che Louisa era riuscita a superare le qualificazioni e ad approdare in un tabellone major per la prima volta dagli Open di Francia 2017.

### 2023: Ritorno in semifinale WTA 125
Nel mese di febbraio, Chirico sconfigge Coco Vandeweghe nel turno finale delle qualificazioni per accedere nel tabellone principala dell'ATX Open 2023, dove poi è stata sconfitta nell'esordio da Madison Brengle.
Nel mese di aprile si qualifica per il Credit One Charleston Open 2023, ma anche in questa occasione viene sconfitta al primo turno, questa volta dalla ex numero 3 del mondo Sloane Stephens, in tre set. Il mese successivo, viene spostata dal tabellone di qualificazioni a quello principale dell'Internationaux de Strasbourg 2023, ma viene elimianta dalla eventuale campionessa e rientrante Elina Svitolina.
Nel mese di luglio, Chirico raggiunge la semifinale allo Swedish Open 2023 in seguito alle vittorie su Malene Helgø, la testa di serie numero 4 Rebecca Peterson e la testa di serie numero 7 Claire Liu, prima di cedere alla testa di serie numero 1 Emma Navarro. La settimana successiva, si qualifica per l'Hungarian Grand Prix 2023 ma viene sconfitta in un rematch da Claire Liu nel primo turno.
Nel mese di settembre, Chirico si qualifica per il secondo anno di fila al San Diego Open 2023 ma in questa occasione non riesce ad andare oltre al primo ostacolo cedendo alla statunitense Danielle Collins.

### 2024: Due titoli ITF e semifinale WTA 125
Nel mese di aprile, Chirico vince il titolo ITF al Charlottesville Open in Virginia, con una vittoria in due set sulla prima testa di serie Kayla Day in finale.
Nel mese di luglio, Louisa ha raggiunto per il secondo anno consecutivo la semifinale allo Swedish Open 2024, sconfiggendo la testa di serie numero 8 Renata Zarazúa, la thailandese Mananchaya Sawangkaew e l'ucraina Katarina Zavac'ka accedendo alle ultime quattro dove viene eliminata dalla testa di serie numero 7 Martina Trevisan in tre set. Nello stesso mese, Chirico si qualifica per il Prague Open 2024 ma viene elimanta al primo turno dalla testa di serie numero 2 Kateřina Siniaková in tre set.
Nel mese di agosto, classificata al numero 218 del ranking, si qualifica per il WTA 1000 il Canadian Open 2024, perdendo dalla testa di serie numero 10 Anna Kalinskaja. A novembre, Chirico vince il torneo ITF W75 al Tevlin Women's Challenger di Toronto, sconfiggendo la giocatrice di casa Kayla Cross in finale.

### 2025: Seconda finale WTA 125
Nel mese di aprile, Chirico si qualifica per il Charleston Open 205 e sconfigge la russa Ėrika Andreeva in tre set accedendo al secondo turno, dove è stata sconfitta dalla testa di serie numero 11 Jeļena Ostapenko.
Il 15 giugno 2025, Louisa ritorna in una finale WTA 125 dopo quasi dieci anni dall'ultima, la seconda in carriera, al BBVA Open Internacional de Valencia 2025, dove è stata sconfitta nell'ultimo atto dalla giocatrice di casa e testa di serie numero 2 Nuria Párrizas Díaz con il punteggio di 5-7, 6(9)-7.

## Circuito WTA 125

### Singolare

#### Sconfitte (2)
| N. | Data             | Torneo                                   | Superficie  | Avversaria in finale | Punteggio   |
| 1. | 15 novembre 2015 | Open de Limoges, Limoges                 | Cemento (i) | Caroline Garcia      | 1-6, 3-6    |
| 2. | 15 giugno 2025   | Open Internacional de Valencia, Valencia | Terra rossa | Nuria Párrizas Díaz  | 5-7, 6(9)-7 |

## Statistiche ITF

### Singolare

#### Vittorie (7)
| Torneo $100.000 (0) |
| Torneo $80.000 (0)  |
| Torneo $75.000 (0)  |
| Torneo $60.000 (3)  |
| Torneo $50.000 (1)  |
| Torneo $40.000 (0)  |
| Torneo $25.000 (2)  |
| Torneo $15.000 (0)  |
| Torneo $10.000 (1)  |

| N. | Data            | Torneo                                           | Superficie  | Avversaria in finale     | Score               |
| 1. | 27 maggio 2012  | Palmetto Pro Open, Sumter                        | Cemento     | Victoria Duval           | 6-4, 6-3            |
| 2. | 15 giugno 2014  | Padova Challenge Open, Padova                    | Terra rossa | Paula Cristina Gonçalves | 6–2, 1–6, 7–6(3)    |
| 3. | 26 aprile 2015  | Hardee's Pro Classic, Dothan                     | Terra verde | Katerina Stewart         | 7–6(1), 3–6, 7–6(1) |
| 4. | 17 marzo 2019   | Circuito Feminino Future de Tênis, San Paolo     | Terra rossa | Danka Kovinić            | 6-0, 6-2            |
| 5. | 24 aprile 2022  | Boar's Head Resort Women's Open, Charlottesville | Terra verde | Wang Xiyu                | 6-4, 6-3            |
| 6. | 28 aprile 2024  | Boar's Head Resort Women's Open, Charlottesville | Terra verde | Kayla Day                | 6-1, 7-5            |
| 7. | 3 novembre 2024 | Tevlin Women's Challenger, Toronto               | Cemento (i) | Kayla Cross              | 7-6(5), 6-3         |

#### Sconfitte (6)
| Torneo $100.000 (2) |
| Torneo $80.000 (0)  |
| Torneo $75.000 (0)  |
| Torneo $60.000 (0)  |
| Torneo $50.000 (1)  |
| Torneo $40.000 (0)  |
| Torneo $25.000 (3)  |
| Torneo $15.000 (0)  |
| Torneo $10.000 (0)  |

| N. | Data              | Torneo                                                  | Superficie  | Avversaria in finale | Score            |
| 1. | 25 febbraio 2013  | City Of Surprise Women's Open, Surprise                 | Cemento     | Tara Moore           | 3-6, 1-6         |
| 2. | 22 giugno 2014    | Lenzerheide Open, Lenzerheide                           | Terra rossa | Elizaveta Kuličkova  | 5–7, 2–6         |
| 3. | 8 febbraio 2015   | Dow Corning Tennis Classic, Midland                     | Cemento (i) | Tatjana Maria        | 2-6, 0-6         |
| 4. | 10 maggio 2015    | Audi Melbourne Pro Tennis Classic, Indian Harbour Beach | Terra verde | Katerina Stewart     | 4–6, 6–3, 3–6    |
| 5. | 24 settembre 2017 | Abierto Tampico, Tampico                                | Cemento     | Irina Falconi        | 5–7, 7–6(3), 1–6 |
| 6. | 6 luglio 2025     | Amstelveen Women's Open, Amstelveen                     | Terra rossa | Katharina Hobgarski  | 1-0 rit.         |

### Doppio

#### Vittorie (2)
| Torneo $100.000 (0) |
| Torneo $80.000 (0)  |
| Torneo $75.000 (0)  |
| Torneo $60.000 (0)  |
| Torneo $50.000 (1)  |
| Torneo $40.000 (0)  |
| Torneo $25.000 (1)  |
| Torneo $15.000 (0)  |
| Torneo $10.000 (0)  |

| N. | Data           | Torneo                                                  | Superficie  | Compagna     | Avversarie in finale           | Score    |
| 1. | 4 maggio 2013  | Audi Melbourne Pro Tennis Classic, Indian Harbour Beach | Terra verde | Jan Abaza    | Asia Muhammad Allie Will       | 6-4, 6-4 |
| 2. | 21 giugno 2014 | Lenzerheide Open, Lenzerheide                           | Terra rossa | Sanaz Marand | Jang Su-jeong Justyna Jegiołka | 6-3, 6-4 |

#### Sconfitte (4)
| Torneo $100.000 (0) |
| Torneo $80.000 (0)  |
| Torneo $75.000 (0)  |
| Torneo $60.000 (0)  |
| Torneo $50.000 (1)  |
| Torneo $40.000 (0)  |
| Torneo $25.000 (3)  |
| Torneo $15.000 (0)  |
| Torneo $10.000 (0)  |

| N. | Data            | Torneo                                                 | Superficie  | Compagna         | Avversarie in finale            | Score               |
| 1. | 5 febbraio 2013 | Del Mar Financial Partners Inc. Open, Rancho Santa Fe  | Cemento     | Jan Abaza        | Tara Moore Melanie South        | 6-4, 2-6, [10-12]   |
| 2. | 13 gennaio 2014 | Tesoro Women's Challenge, Port St. Lucie               | Terra verde | Jan Abaza        | Réka Luca Jani Irina Chromačëva | 4-6, 4-6            |
| 3. | 7 giugno 2014   | Internazionali Femminili di Tennis di Brescia, Brescia | Terra rossa | Asia Muhammad    | Sanaz Marand Florencia Molinero | 4–6, 6–4, [8–10]    |
| 4. | 3 aprile 2016   | Oaks Club Challenger, Osprey                           | Terra verde | Katerina Stewart | Asia Muhammad Taylor Townsend   | 1-6, 7-6(5), [4-10] |